# کیاهئو هاوایی
کیاهئو هاوایی (به انگلیسی: Keauhou) یک منطقهٔ مسکونی در ایالات متحده آمریکا است که در شهرستان هاوایی، هاوایی واقع شده‌است. کیاهئو هاوایی ۳٫۹۶ متر بالاتر از سطح دریا واقع شده‌است.